# NGC 4024
NGC 4024 је елиптична галаксија у сазвежђу Гавран која се налази на NGC листи објеката дубоког неба.
Деклинација објекта је - 18° 20' 48" а ректасцензија 11h 58m 31,5s. Привидна величина (магнитуда) објекта NGC 4024 износи 11,7 а фотографска магнитуда 12,7. Налази се на удаљености од 24,871 милиона парсека од Сунца. NGC 4024 је још познат и под ознакама ESO 572-31, MCG -3-31-4, PGC 37690.